# Артур Бабич
Артур Самвелович Бабич (нар. 16 травня 2000, село Вільне, Дніпропетровська обл., Україна) — український тіктокер та музичний виконавець з України.
Член першого складу тіктокерського будинку Dream Team House у Москві (з березня 2020 року). Ігнорує російську агресію проти України.
Підтримує війну РФ проти України.

## Біографія
Народився 16 травня 2000 року в Україні. Виріс у селі Вільному, неподалік від Кривого Рогу (Дніпропетровська область). У дитинстві Артур шість років ходив на футбол, але потім кинув. Закінчив середню школу (11 класів), потім технікум за спеціальністю «менеджмент», працювати за фахом не пішов.
Основним захопленням хлопчика були соцмережі. У 2018 році він створив аккаунт у Musical.ly (тепер TikTok). Спеціалізувався на гумористичних роликах, знімати які допомагав йому молодший брат. Популярність прийшла з роликом «WTF?», в якому він «випадково» облився кока-колою і впустив собі на обличчя морозиво. Ще через рік до Артура могли підійти на вулиці і з ним сфотографуватися.
Потім Бабича запросили у заснований Данею Мілохіним тіктокерський будинок Dream Team House, і він переїхав до Москви.
22 травня 2020 року він почав музичну кар'єру, випустивши сингл з піснею «Хлопець простий».
Потім разом із Бьянкою оновив її пісню 2006 року «Були танці». Сингл з новою версією вийшов на лейблі Sony Music 21 серпня. Ця пісня в підсумку займе друге місце в оприлюдненому «Тіктоком» в середині грудня списку «хітів TikTok'а» 2020 року — десятці найбільш використовуваних в цьому році треків.
16 жовтня 2020 року випустив сингл «Мармеладка».
26 жовтня Даня Милохін і Артур Бабич представили кавер на хіт Рауфа і Файка «Дитинство». В їхній версії пісні з'явився додатковий речитативний куплет.
16 грудня Артур випустив новорічну пісню «Свято». Разом з колегами по тікток-будинку Марією Горячевою (Машею Все Круто), Настею Рижик і Олею Шелбі, відеоблогером Германом Чорних та іншими інтернет-знаменитостями знявся в новорічному кліпі Єгора Кріда «Ти не змогла пробачити», опублікованому 18 грудня.
25 грудня Даня Мілохін і Артур Бабич випустили сингл «Чітко».
31 грудня вийшов сингл з піснею «Новий рік», яку Бабич записав разом з Данею Мілохіним, Олегом Ліквідатором і Клімтоком.

## Громадянська позиція
Підтримує війну РФ проти України. У грудні 2024 року повернувся жити до Москви, де подав запит на отримання російського паспорта.

## Рейтинги
- Найдинамічніші instagram-блогери 2020 року — 8 місце[21]
- Топ-5 співаючих зірок «Тіктока» — 5 місце[22]

## Нагороди та номінації
| Рік  | Премія                                               | Номінація            | Результат | Джерело   |
| ---- | ---------------------------------------------------- | -------------------- | --------- | --------- |
| 2020 | Підсумки 2020 року за версією телеканалу «ТНТ Music» | Кращий тіктокер року | Номінація | 7-е місце |

## Родина
Мати з батьком розлучилися, коли синові було 5 років. Мати довгі роки пропрацювала на фермі, згодом стала охоронцем на сільгосппідприємстві. Батько, вірменин, після розлучення переїхав до Вірменії, де працює на заводі оператором. Артур має молодшого брата Тимура. Позаяк у матері були проблеми з алкоголем, що посилилися після народження другого сина, Артур дбав про брата.